# Landeshauptmann della Bassa Austria
Il Landeshauptmann della Bassa Austria (in tedesco: Landeshauptmann von Niederösterreich), al femminile Landeshauptfrau della Bassa Austria (in tedesco: Landeshauptfrau von Niederösterreich) è il presidente del governo regionale della Bassa Austria.

## Elenco
| Immagine | Landeshauptmann Landeshauptfrau (nascita-morte) | Partito                    | Mandato                    |
| -------- | ----------------------------------------------- | -------------------------- | -------------------------- |
|          | Leopold Figl (1902-1965)                        | Partito Popolare Austriaco | maggio 1945 - ottobre 1945 |
|          | Josef Reither (1880-1950)                       | Partito Popolare Austriaco | 1945 - 1949                |
|          | Johann Steinböck (1894-1962)                    | Partito Popolare Austriaco | 1949 - 1962                |
|          | Leopold Figl (1902-1965)                        | Partito Popolare Austriaco | 1962 - 1965                |
|          | Eduard Hartmann (1904-1966)                     | Partito Popolare Austriaco | 1965 - 1966                |
|          | Andreas Maurer (1919-2010)                      | Partito Popolare Austriaco | 1966 - 1981                |
|          | Siegfried Ludwig (1926-2013)                    | Partito Popolare Austriaco | 1981 - 1992                |
|          | Erwin Pröll (1946)                              | Partito Popolare Austriaco | 1992 - 2017                |
|          | Johanna Mikl-Leitner (1964)                     | Partito Popolare Austriaco | 2017 - in carica           |